# Gustaf Rydberg

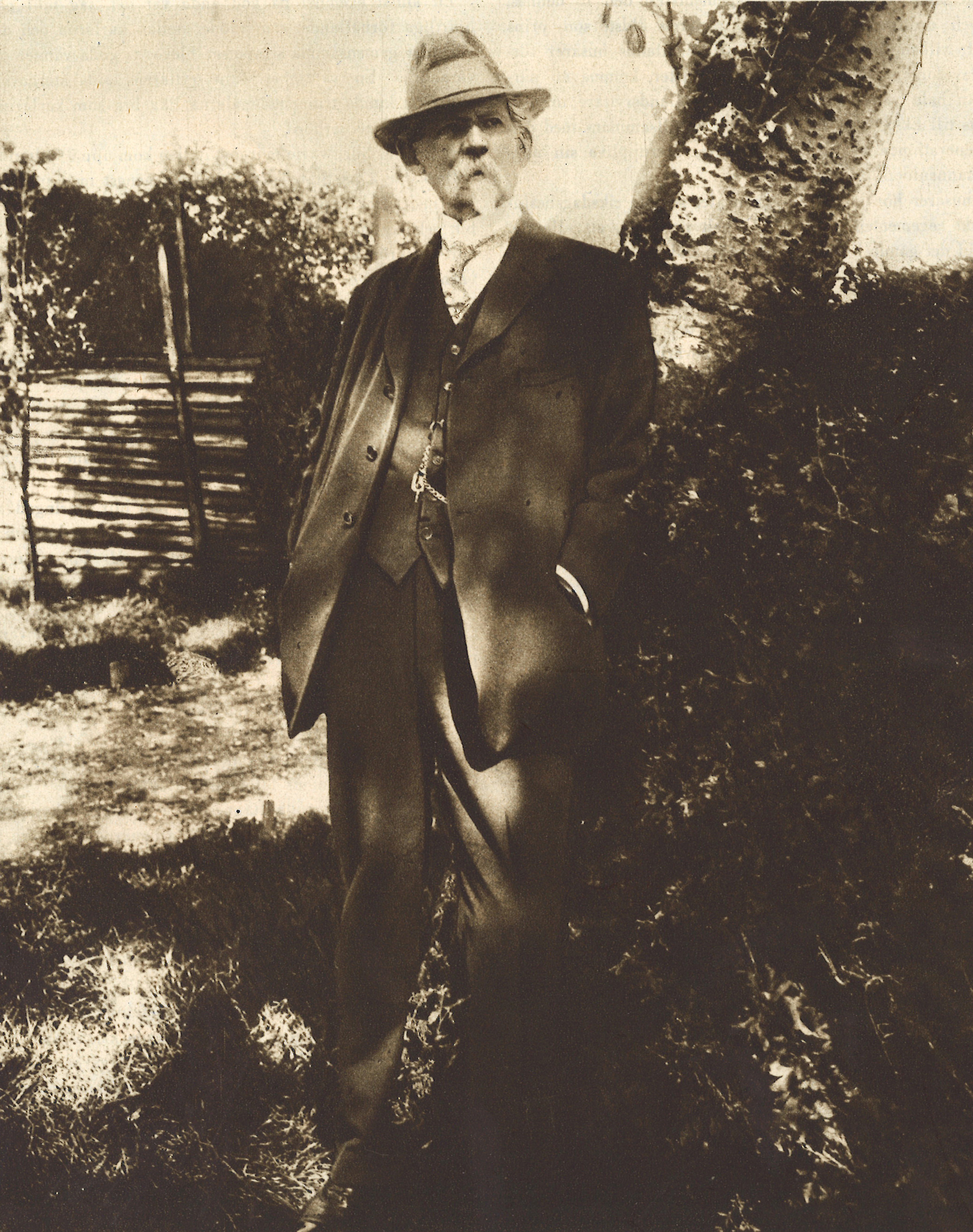
Gustaf Rydberg, Foto um 1925

Gustaf Fredrik Rydberg (* 13. September 1835 in Malmö; † 11. Oktober 1933 ebenda) war ein schwedischer Landschaftsmaler der Düsseldorfer Schule.

## Leben
Rydberg wurde als Sohn des Postmeisters Gustaf Isak Rydberg und seiner Frau Elise Charlotte Zickerman geboren. In seinem Geburtsort Malmö ging er vier Jahre auf die Lateinschule. Von 1852 bis 1855 besuchte Rydberg die Königlich Dänische Kunstakademie in Kopenhagen. Dort war er ein Schüler des Landschaftsmalers Frederik Christian Jakobsen Kiærskou (1805–1891). Außerdem besuchte er von 1857 bis 1859 die Königliche Kunstakademie Stockholm unter Johan Edvard Bergh. Wie viele andere schwedische Maler seiner Zeit ging er 1859 auf die Kunstakademie Düsseldorf, wo er bis 1862 ein Schüler von Hans Fredrik Gude war und im Schuljahr 1862/1863 von Oswald Achenbach unterrichtet wurde. Nach dem Studium blieb Rydberg eine Zeit in Düsseldorf. Allerdings reiste er sommers nach Schonen, seine Heimat in Südschweden, um Landschaften zu malen. 1864 siedelte er sich in Stockholm an. 1868 begleitete er Karl XV. von Schweden und Norwegen auf einer Reise nach Norwegen. Im Folgejahr finanzierte ihm der König eine weitere Reise dorthin. 1870 hielt er sich erneut in Düsseldorf auf. Um 1885 zog er nach Torsebro, einem Ort bei Kristianstad. Am 14. März 1887 heiratete er in Kristianstad Ebba Josephina Borgström (1839–1905). Befreundet war Rydberg mit dem Maler Alfred Wahlberg, den er in Düsseldorf kennengelernt hatte, dem Maler Reinhold Norstedt und dem Kunsthistoriker Axel Gauffin (1877–1964). 1920 organisierte die Kunstakademie Stockholm eine Jubiläumsausstellung mit rund 260 seiner Werke. Rydbergs Grabstätte befindet sich auf dem Alten Friedhof von Malmö.

## Werke (Auswahl)

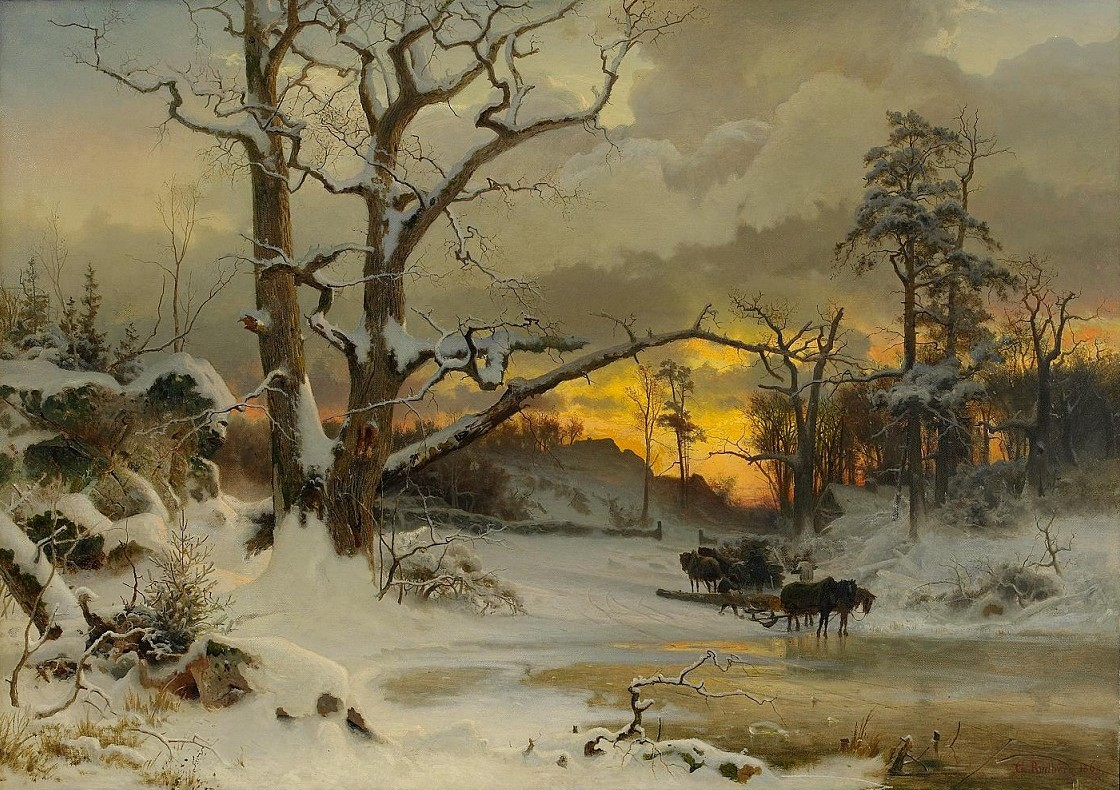
Vinterlandskap med hästfora, 1868

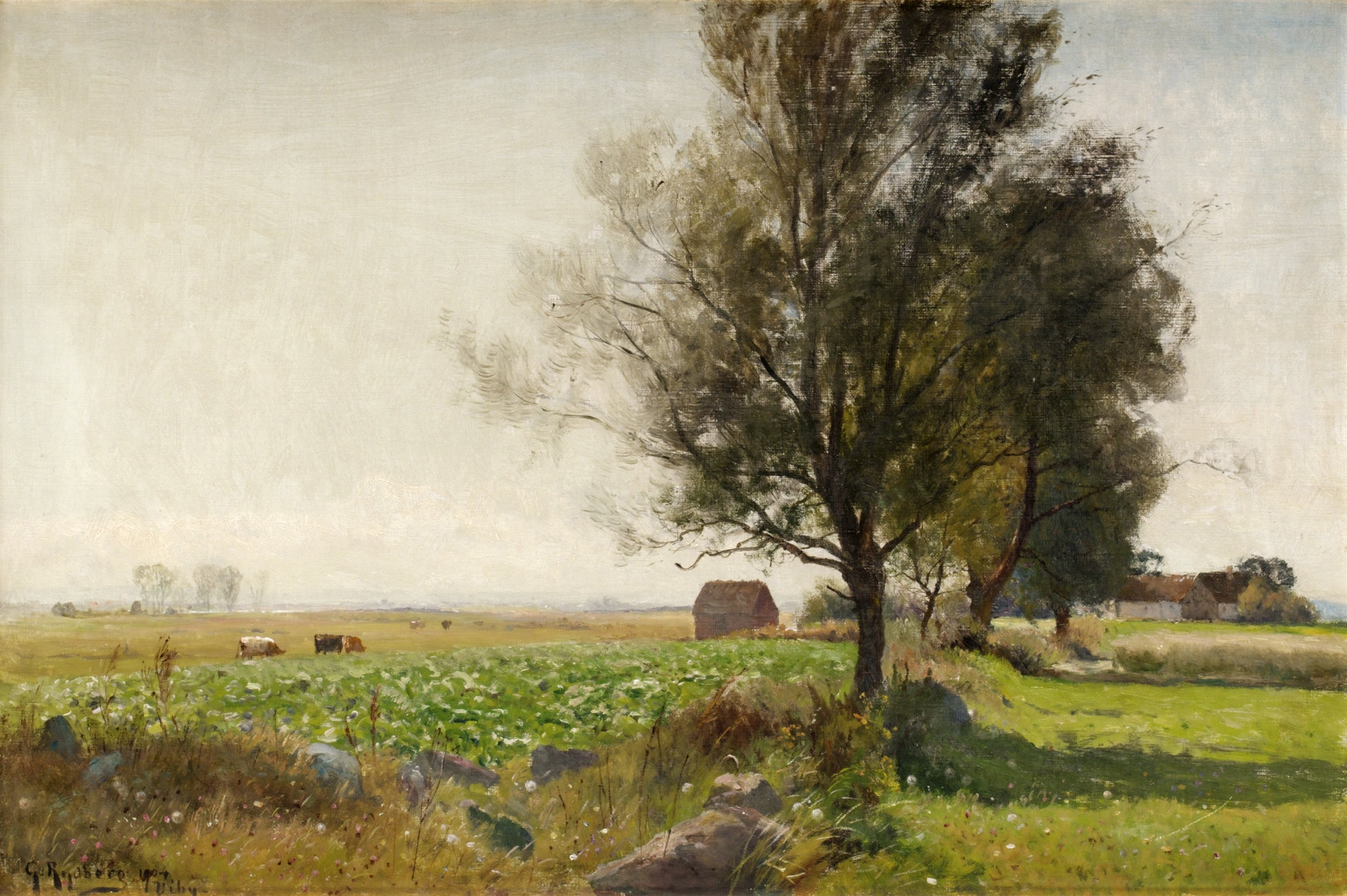
Pilvall och kålfält, motiv från Viby, 1904

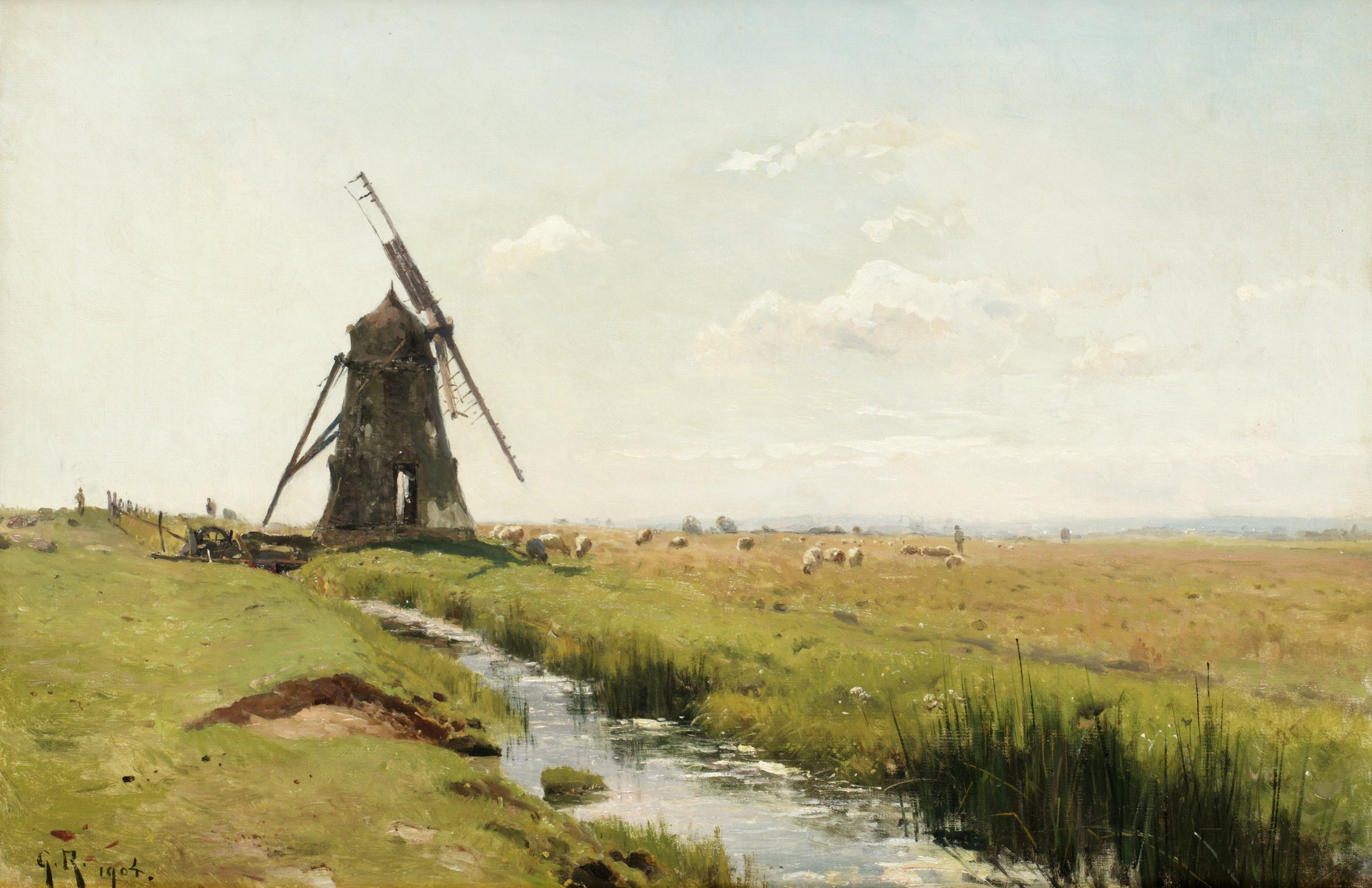
Möllan' på slätten, 1904

Rydberg war einer der ersten Freilichtmaler Schwedens. In spätromantischer Auffassung malte er lyrische Landschaften, oft Bauernhöfe, Mühlen und Seen in detailliert angelegten Kompositionen mit tiefliegenden Horizonten. Rydbergs Werke sind unter anderem im Malmö Museum und im Schwedischen Nationalmuseum zu sehen.
- Motiv från Wermland, 1865
- Vinterlandskap med hästfora, 1868
- Från Ramlösa med Hälsingborg i bakgrunden, 1893
- Sommardag, Arilds läge, 1894
- Bondgård i Falsterbo med blommande äng, 1900
- Pilvall och kålfält, motiv från Viby, 1904
- Möllan' på slätten, 1904
- Nätutläggning på Ringsjön, 1914